# 小見川藩
小見川藩（おみがわはん）は、下総国香取郡小見川村（現在の千葉県香取市小見川）を居所とした藩。徳川家康の関東入国以来、深溝松平家・土井家・安藤家が短期間で交代した。その後、当地を所領としていた下野鹿沼藩内田家が、1724年に居所を小見川に移したため1万石で再立藩し、以後10代約150年続いて廃藩置県を迎えた。

## 歴史

### 家康の関東入部以後
深溝松平家の松平家忠は、天正18年（1590年）の家康の関東入部とともに武蔵国忍城に入ったが（忍藩）、文禄元年（1592年）2月19日に下総国香取郡上代（桜井城とも。現在の旭市櫻井）に移った。『家忠日記』には上代での動向が詳しく記されているが、居城の普請については言及がないため、仮の配置という見方がある。家忠は文禄3年（1594年）に小見川城に移った。
家忠は鳥居元忠と共に慶長5年（1600年）、関ヶ原の戦いの前哨戦である伏見城の戦いで戦死した。家督は子の松平忠利が継ぎ、翌慶長6年（1601年）2月に三河国深溝藩に移封された。
慶長7年（1602年）12月28日、土井利勝が1万石で入ったが、慶長15年（1610年）2月に下総国佐倉藩3万2400石に加増移封された。慶長17年（1612年）、安藤重信が1万6000石で入部した。重信は元和元年（1615年）に2万石の加増を受け、元和5年（1619年）10月にもさらに2万石加増の上で上野国高崎藩に加増移封となった。

### 廃藩時期
安藤氏の転出により小見川藩は廃藩となり、その所領は土井利勝の佐倉藩領として組み込まれた。
寛永10年（1633年）4月に利勝が古河藩に移り、佐倉藩には石川忠総が入部するが、小見川は引き続き佐倉藩領であった。その後、三浦正次（下総矢作藩）の支配となる。

### 内田氏

#### 内田正信と鹿沼藩
内田氏は、遠江国城飼郡内田荘に起源を持ち、古くは今川氏、のちに徳川家康に仕えた家である。徳川家光に奥小姓として仕えていた内田正信は、寛永16年（1639年）に下総国・常陸国で8200石の加増を受け、1万石の大名になった。ただし、正信は慶安2年（1649年）に下野国都賀郡・安蘇郡内で5000石の加増を受け、下野国鹿沼に居所を移した（鹿沼藩）。なお、内田正信は慶安4年（1651年）の家光の病死に際して殉死した一人である。
鹿沼藩2代藩主内田正衆のもと、小見川では用水堰の整備などが行われた。元禄元年（1688年）には小見川陣屋（小見川字館之内、現在の小見川中央小学校付近の敷地）が築かれている。元禄3年（1690年）頃に成立した『土芥寇讎記』には、内田正衆の居所を「下総之内小見川」と記している。

#### 小見川藩の再立藩
享保9年（1724年）、正信の玄孫にあたる内田正親の時代に小見川に移った。正親の父にあたる内田正偏が乱心により蟄居させられ、3000石減封（これにより内田家は1万石となった）の上で家督相続が許されたものであった。
幕府においては5代藩主内田正肥が大番頭、8代藩主内田正徳が大番頭・軍艦奉行を務めた。一方、6代藩主内田正容は不行跡により隠居を迫られている。

#### 幕末・戊辰戦争から廃藩置県まで
元治元年（1864年）、分家から養子として入り家督を継いだ10代藩主（最後の藩主）内田正学のもとで幕末を迎える。
戊辰戦争では、房総も混乱に巻き込まれた。慶応4年（1868年）3月には、脱藩藩士による蜂起が起こるなどして藩内は混乱した。
陸奥国白川郡の飛び地領は、白河小峰城をめぐる戦闘（白河口の戦い）や棚倉城落城の影響を受け、両軍からの人馬継立や食料等の要求、敗残兵の出没、避難民の通過などの混乱が生じた。
明治2年（1868年）の版籍奉還で内田正学は藩知事となる。明治4年（1871年）の廃藩置県で小見川藩は廃藩となる。その後、小見川県や新治県を経て、千葉県に編入された。

## 歴代藩主

### 松平（深溝）家
1万石。譜代。
1. 松平家忠（いえただ）
2. 松平忠利（ただとし）〈従五位下・主殿頭〉

### 土井家
1万石。譜代。
1. 土井利勝（としかつ）〈従四位下・大炊頭・侍従〉

### 安藤家
1万6000石。譜代。
1. 安藤重信（しげのぶ）〈従五位下・対馬守〉

### 内田家
譜代。1万石。 
1. 内田正親（まさちか）〈従五位下・出羽守〉
2. 内田正美（まさよし）〈従五位下・出羽守〉
3. 内田正良（まさよし）〈従五位下・近江守〉
4. 内田正純（まさずみ）〈従五位下・伊勢守〉
5. 内田正肥（まさもと）〈従五位下・近江守〉
6. 内田正容（まさかた）〈従五位下・伊勢守〉
7. 内田正道（まさみち）〈従五位下・豊後守〉
8. 内田正徳（まさのり）〈従五位下・主殿頭〉
9. 内田正縄（まさつな）〈従五位下・主殿頭〉
10. 内田正学（まさあきら）〈従五位下・主殿頭〉

## 領地

### 幕末の領地
- 下総国
  - 香取郡のうち - 17村
  - 海上郡のうち - 1村
- 陸奥国（磐城国）
  - 白川郡のうち - 9村（うち1村を棚倉藩に編入）

### 分領
天保9年（1838年）以来、陸奥国白川郡に飛び地領を有し、仙石村（現在の福島県石川郡古殿町仙石）に陣屋を置いた。陣屋日誌などの資料（小見川陣屋文書、仙石陣屋文書などとも呼ばれる）は古殿町の重要有形文化財・考古資料に指定されており、福島県歴史資料館に「有賀真雄家文書」として収蔵されている。

## 備考
- 内田家の菩提所は小見川仲町の本願寺（浄土宗）[1][12]。内田氏歴代の位牌があり、香取市の指定文化財（「小見川藩主内田氏関連位牌」一式54点）になっている[5][13]。江戸の菩提寺は浅草新堀端（現在の蔵前）の龍宝寺で、子爵家以降の納骨塔に合葬されている。
- 内田氏の重臣であった脇家につたわっていた古文書10点が「脇家古文書」として香取市の指定文化財になっている[13]。この中には、小見川陣屋の図面「小見川御陣中図面」がある[5]。
- 利根川支流の黒部川に設けられた小見川河岸は利根川舟運の要地であり、津出場（年貢米の集積・積み出し地）であった[1]。